# Calví
Calví (llatí: Calvinus) era un dels cognoms de la gens Domícia i de la gens Vetúria. El personatges principals van ser:
- Gneu Domici Calví, cònsol de Roma el 332 aC.
- Gneu Domici Calví Màxim, cònsol de Roma el 283 aC.
- Domici Calví, pretor romà.
- Gneu Domici Calví Màxim, cònsol de Roma.
- Luci Sexti Calví, cònsol romà el 124 aC.
- Sexti Calví, orador romà.
- Tit Veturi Calví, cònsol de Roma el 334 aC i el 321 aC.